# ولبوول
ولبوول هي بلدة أمريكية، في الولايات المتحدة، تقع في مقاطعة شيشاير (نيو هامبشاير)، بلغ عدد سكانها 3,734 نسمة وذلك حسب إحصائيات سنة 2010، تبلغ مساحتها 95.1 كيلومتر مربع، رمزها البريدي هو 03608.

## معرض صور

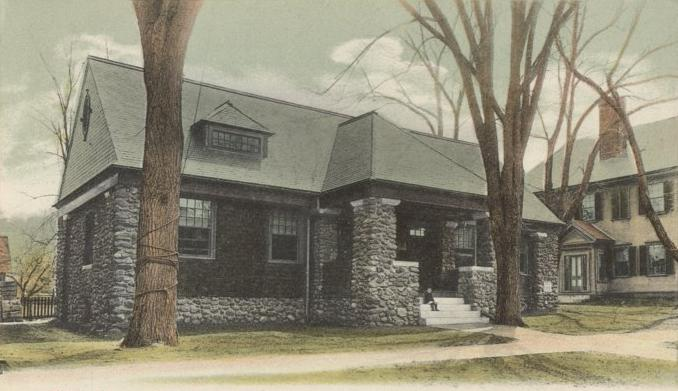
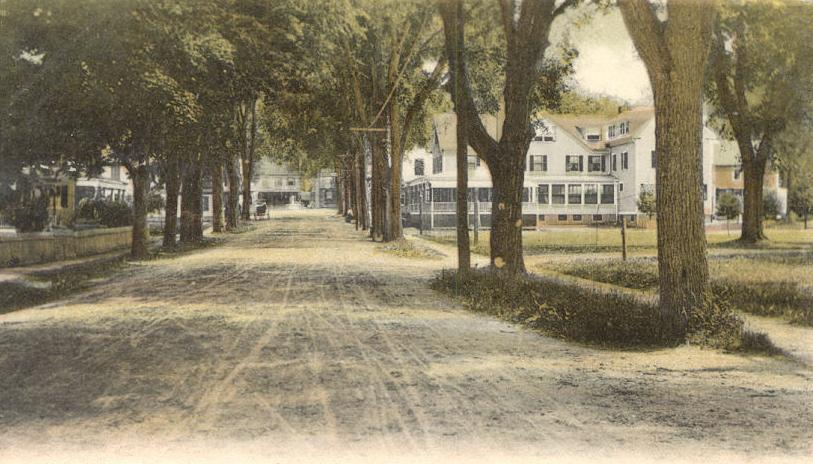
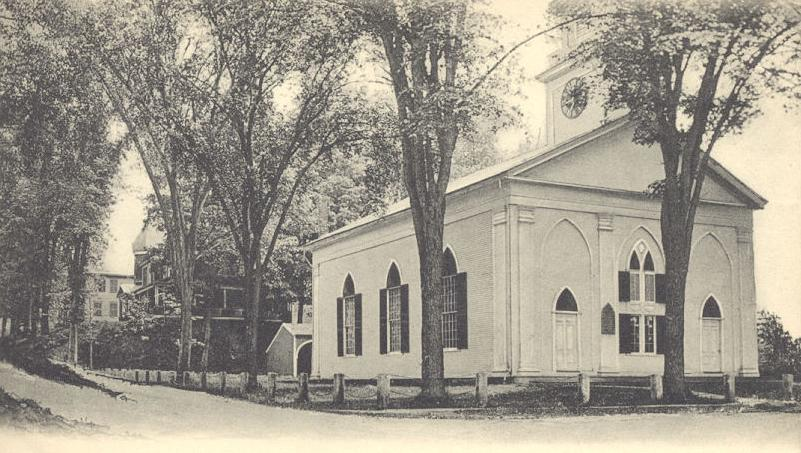

## أعلام
- غلوفر موريل ألين
- تشارلز هولاند ماسون
- ألفرد كورنيليوس هاولاند
- أندرو جوزيف راسل
- إيليزا آن أوتيس